# Solms-Baruth

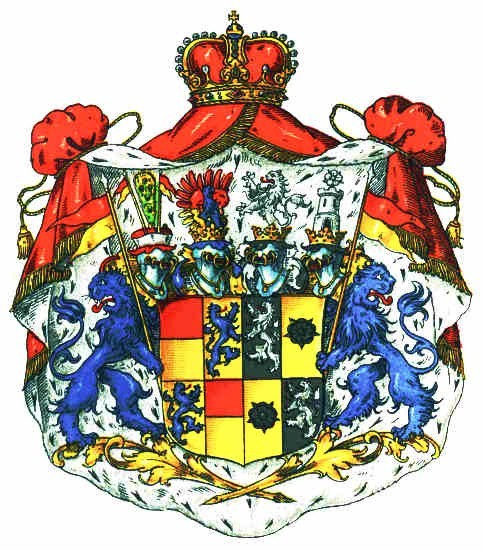
Fürstliches Wappen Solms-Baruth

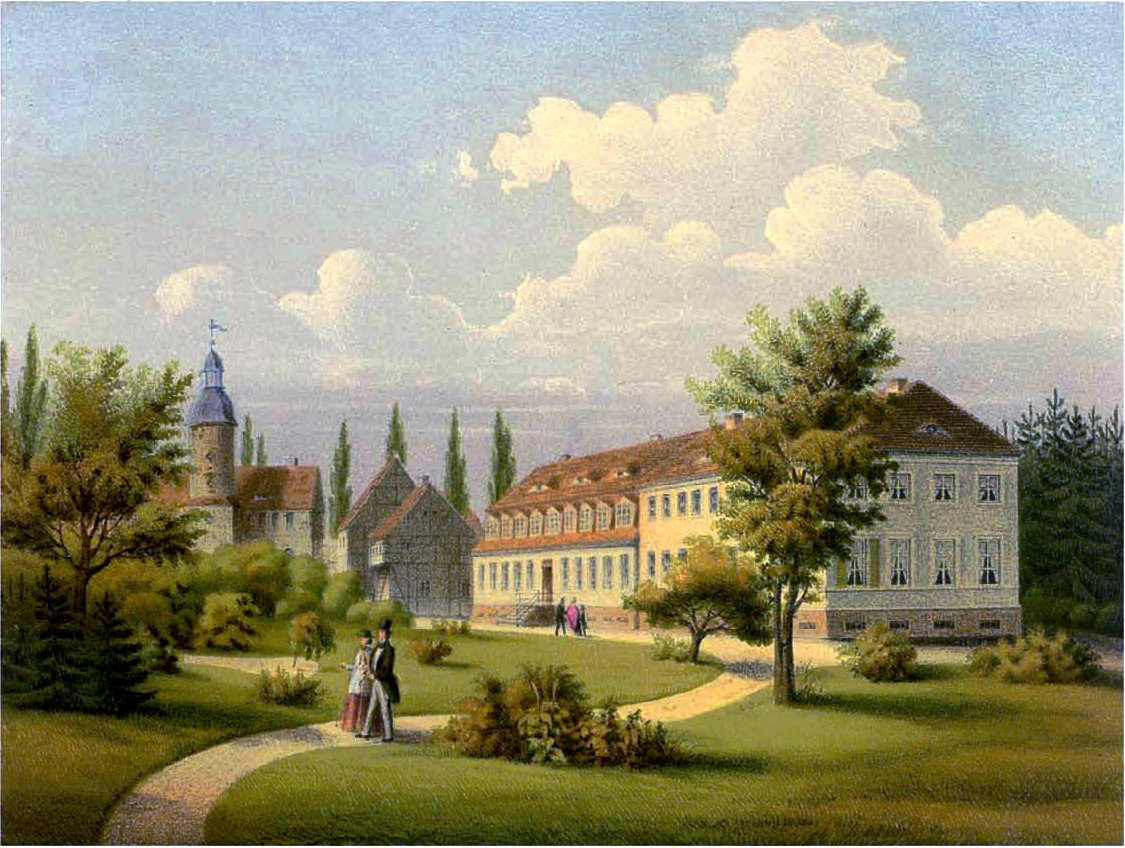
Schloss Baruth im 19. Jahrhundert, Sammlung Alexander Duncker

Solms-Baruth war eine niederlausitzische Standesherrschaft des Hauses Solms, die vom 16. Jahrhundert bis 1945 bestand.

## Geschichte
Im Jahr 1596 kaufte Graf Otto zu Solms-Laubach (1550–1612), der unter anderem die Herrschaft Sonnewalde (Niederlausitz) besaß, die Herrschaft Baruth vom Trebbiner Amtshauptmann Hans von Buch, der sie von den Wettinern erworben hatte. Die Standesherrschaft war nach der Abspaltung der in Baruth/Mark residierenden Grafen zu Solms-Laubach im Jahr 1615 mit dem selbständigen Namen Solms-Baruth benannt worden, nach dem Ort Baruth/Mark, der kurz vor Beginn des Dreißigjährigen Krieges 1616 das Magdeburger Stadtrecht erhielt. Das Schloss Baruth wurde nach 1671 erbaut. Die Familie arrondierte die Herrschaft später um Schloss Golßen und Schloss Casel (in Kasel-Golzig).
Die Standesherrschaft gehörte bis 1815 zu Sachsen und fiel nach dem Wiener Kongress an Preußen. Der preußische Vertreter auf diesem Kongress war Fürst Karl August von Hardenberg und dessen Assistent war Graf zu Solms-Sonnewalde. Die Standesherrschaft Baruth, deren Besitzer bis 1945 die fürstliche Familie Solms-Baruth war, umfasste vierzehn Dörfer und ca. 15.000 Hektar land- und forstwirtschaftlich genutztes Land im ehemaligen Kreis Jüterbog-Luckenwalde, später Kreis Zossen und heute Landkreis Teltow-Fläming im ehemaligen Bezirk Potsdam, heute Land Brandenburg.
Die Stadt Baruth liegt an der Landstraße von Berlin, über Wünsdorf, Golßen, Lübbenau nach Dresden. Die heute interessanteste Sehenswürdigkeit aus der Solms-Baruther Geschichte ist das Museumsdorf Baruther Glashütte. Das fürstliche Haus Solms-Baruth wurde 1946 entschädigungslos enteignet.

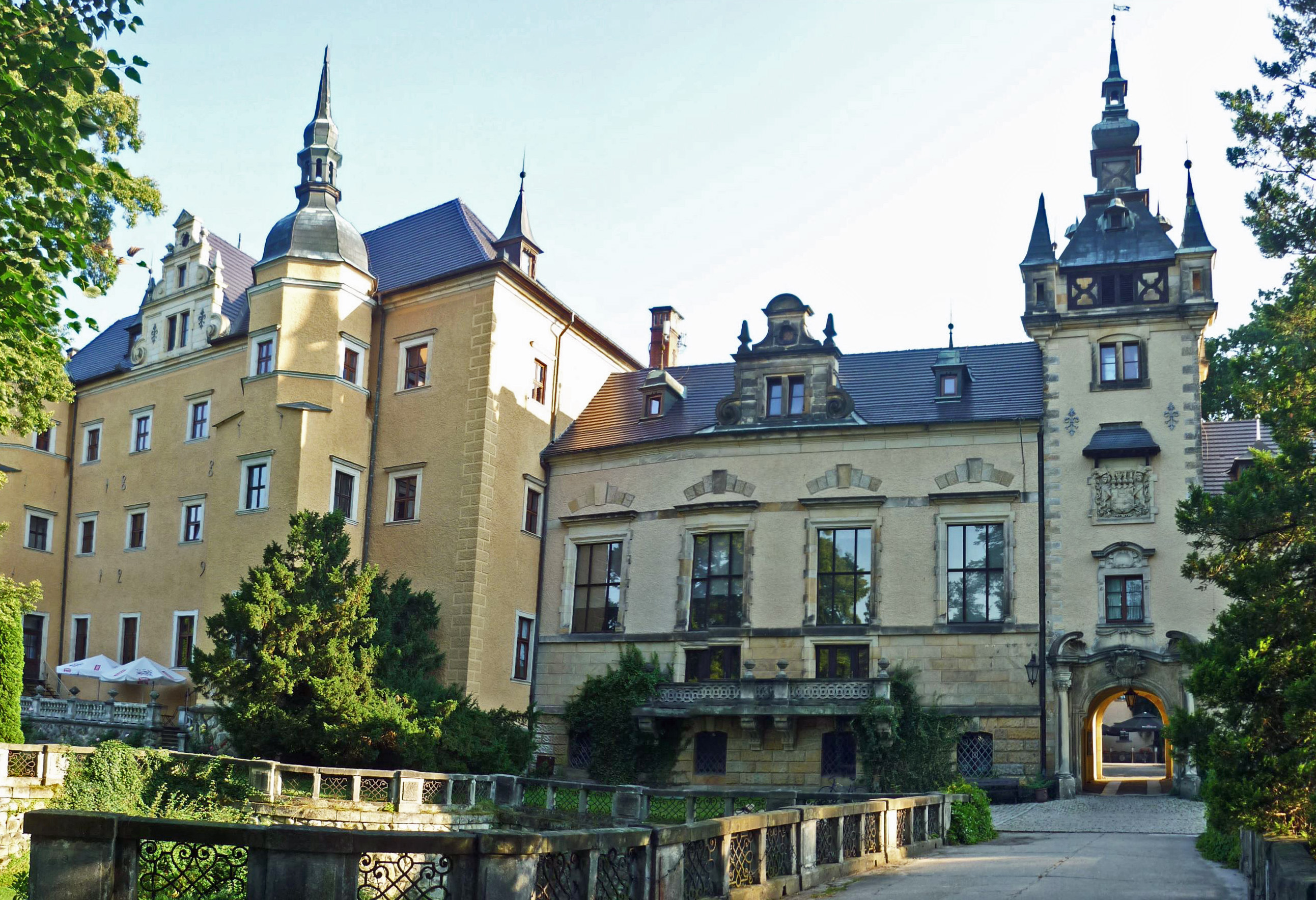
Schloss Klitschdorf, Schlesien

1767 erwarb Graf Hans Christian zu Solms-Baruth das niederschlesische Schloss Klitschdorf, das in der Folge zum Hauptwohnsitz wurde. Friedrich Hermann zu Solms-Baruth engagierte sich im Kreisauer Kreis und wurde 1944 verhaftet, sein Besitz in Baruth und Klitschdorf beschlagnahmt. Er überlebte das Kriegsende und wanderte nach Südwestafrika aus. Aufgrund der Beschlagnahme durch die Nationalsozialisten erhielt sein Sohn Friedrich (1926–2006) im Jahr 2003 Teilflächen von 3680 Hektar in Baruth durch einen Vergleich mit dem Bundesfinanzministerium zurückübertragen. Er erwarb von der Kommune Baruth auch das Schloss Baruth zurück. Sein jüngerer Sohn bewirtschaftete den Besitz und führte Sanierungsarbeiten durch, jedoch erbte ihn der ältere, in Südafrika lebende, und verkaufte ihn sogleich wieder.

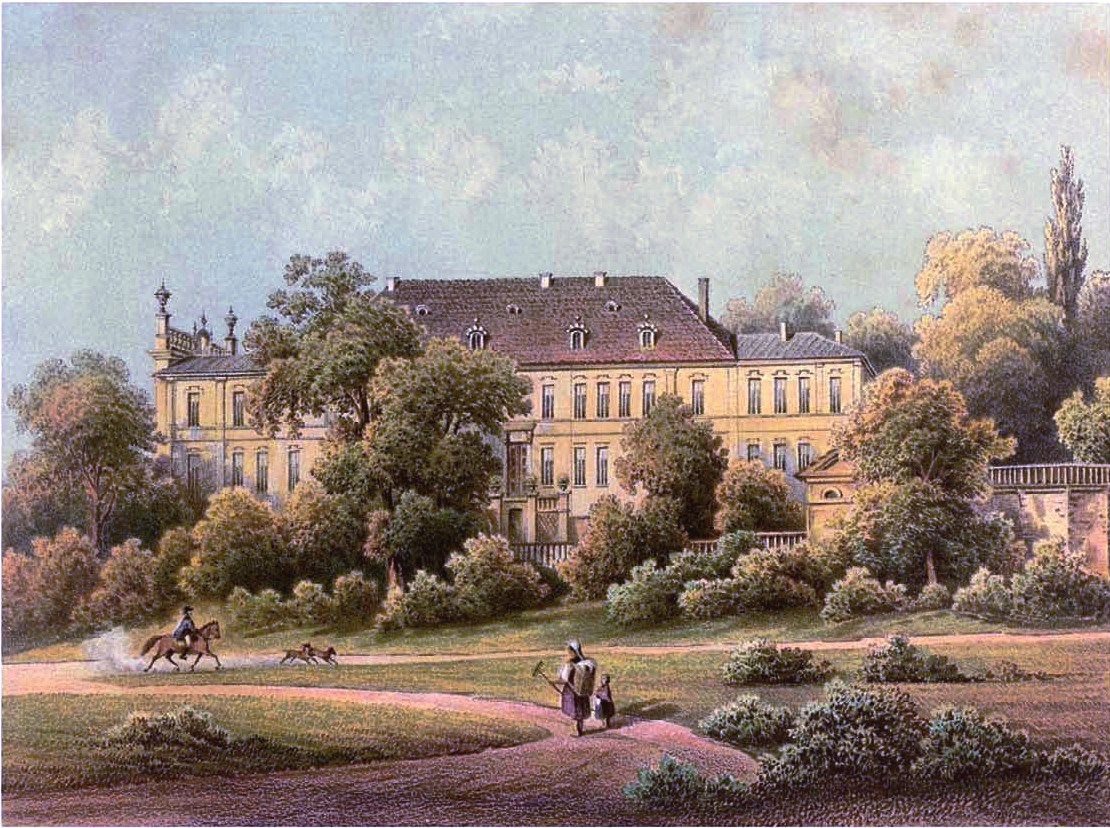
Schloss Golßen
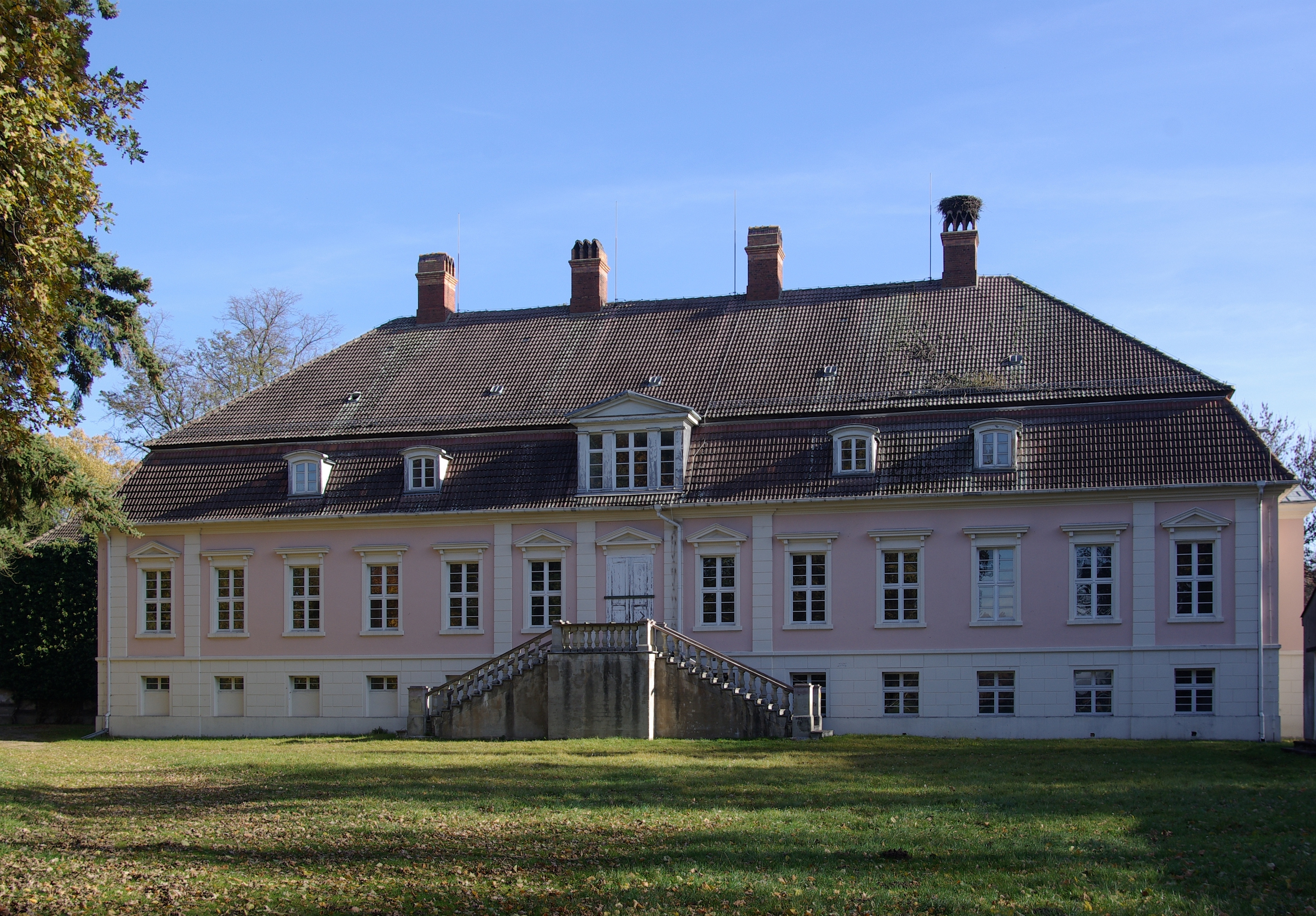
Schloss Casel

## Standesherren
| Standesherr                                          | Herrschaftszeit | Anmerkungen                                                      |
| ---------------------------------------------------- | --------------- | ---------------------------------------------------------------- |
| Otto, Graf zu Solms-Sonnenwalde                      | 1596–1612       |                                                                  |
| Friedrich Albert, Graf zu Solms-Sonnenwalde          | 1612–1615       |                                                                  |
| Johann Georg II., Graf zu Solms-Baruth in Wildenfels | 1615–1632       |                                                                  |
| Johann Georg III., Graf zu Solms-Baruth              | 1632–1690       |                                                                  |
| Friedrich Sigismund I.                               | 1632–1696       |                                                                  |
| Friedrich Sigismund II.                              | 1696–1737       |                                                                  |
| Friedrich Gottlob Heinrich                           | 1737–1787       |                                                                  |
| Friedrich Carl Leopold                               | 1787–1801       |                                                                  |
| Friedrich Heinrich Ludwig                            | 1801–1879       |                                                                  |
| Friedrich I.                                         | 1879–1904       | Fürst zu Solms-Baruth ab 1888                                    |
| Friedrich II.                                        | 1904–1920       | Politiker, Oberstkämmerer, Mitglied des Preußischen Herrenhauses |
| Friedrich III.                                       | 1920–1945       | Widerstandskämpfer des 20. Juli 1944                             |

## Bedeutende Persönlichkeiten aus dem Haus Solms-Baruth
- Feodora zu Solms-Baruth (1920–2006), Leichtathletin
- Johann Georg III. zu Solms-Baruth (1630–1690), geistlicher Liederdichter
- Friedrich zu Solms-Baruth (1853–1920), deutscher Politiker und Oberstkämmerer
- Friedrich zu Solms-Baruth (1886–1951), deutscher Adliger und Widerstandskämpfer des 20. Juli 1944
- Friedrich-Hans Graf zu Solms-Baruth (1926–2006), Mitglied des deutschen Hochadels

- Siehe auch Stammliste des Hauses Solms